# Alessandro Antichi
Alessandro Antichi (Grosseto, 14 maggio 1958) è un politico italiano.
È stato sindaco di Grosseto dal 1997 al 2005, e tra i fondatori e gli organizzatori in Toscana del Popolo della Libertà.

## Biografia
Nato a Grosseto nel 1958, si laurea con lode in giurisprudenza all'Università di Siena nel 1982 e successivamente si iscrive all'albo degli avvocati, aprendo un proprio studio legale nel 1985. Negli anni successivi ricopre numerose cariche, tra cui magistrato della pretura di Grosseto. Il 21 marzo 1994 unisce il proprio studio con quelli dei colleghi avvocati Paolo Bastianini e Bruno Leporatti, dando vita allo Studio Legale ABL&A, uno dei più importanti della Toscana meridionale, con sedi anche a Orbetello e a Follonica.
È sposato e padre di quattro figli.

## Carriera politica

### Sindaco di Grosseto
È entrato in politica nel 1995, come consigliere provinciale, eletto in una lista civico-liberale, ed è stato uno dei fondatori di Forza Italia in Toscana. Per due volte consecutive è stato sindaco di Grosseto, la prima volta nel 1997, e venne rieletto nel 2001, con il 58% dei voti.
Tra le opere completate di quel periodo si ricorda la pista ciclabile per Marina di Grosseto, il parco di via Giotto a Gorarella, il porto di Marina di Grosseto inaugurato nel 2004 e il restauro di una parte del centro storico come Piazza Dante, il Duomo di Grosseto, il Convento delle Clarisse, Piazza del Sale, il bastione Fortezza delle mura e il Palazzo delle Poste in Piazza della Vasca. Tra quelle mai completate: le terme di Roselle, la riqualificazione dell'area dell'ex foro boario, il nuovo macello, il restauro delle Mura Medicee, la Biblioteca Chelliana e la ristrutturazione produttiva dell'azienda agricola Il Terzo.

### L'esperienza in regione
Nel 2005 si dimise da sindaco per partecipare alle elezioni regionali, lasciando alla guida del capoluogo maremmano il vice sindaco Gabriele Bellettini. La coalizione della Casa delle Libertà lo candidò infatti alle elezioni regionali come candidato presidente della regione Toscana, come sfidante dell'uscente Claudio Martini. Il governatore uscente Claudio Martini vinse le elezioni regionali del 2005. Alessandro Antichi, come previsto dalla legge elettorale toscana, divenne comunque membro del Consiglio Regionale della Toscana come primo degli eletti della sua coalizione di centrodestra.
Alessandro Antichi è stato il primo politico toscano a ricoprire l'incarico di portavoce dell'opposizione nel Consiglio regionale della Toscana. L'istituto di ispirazione anglosassone è stato previsto dal nuovo Statuto della Regione Toscana, entrato in vigore nel 2004, come contrappeso democratico al governatore in carica. I gruppi consiliari di opposizione della Casa delle Libertà lo designarono portavoce all'inizio della legislatura, nel maggio del 2005. Dopo circa due anni e mezzo, il 13 novembre 2007, a seguito di una crisi interna alla coalizione di centrodestra, Alessandro Antichi è decaduto dall'incarico di portavoce.

### Impegni successivi
Alle elezioni comunali di Grosseto del 2006, vinte dalla coalizione di centrosinistra guidata da Emilio Bonifazi, Antichi si è ricandidato al Consiglio comunale della sua città, come capolista di Forza Italia, risultando eletto. È diventato capogruppo comunale del suo partito fino alla fine del 2007, quando ha lasciato l'incarico al collega consigliere Lio Querci. Dal 2007 è responsabile degli enti locali presso il Coordinamento regionale di Forza Italia Toscana, come stretto collaboratore del Coordinatore regionale, Denis Verdini. Nella primavera del 2009 ha partecipato alle elezioni provinciali come candidato a Presidente della Provincia di Grosseto per il centro destra contro Leonardo Marras (PD), risultato vincitore.

## Controversie
Nella primavera 2008 ha creato qualche polemica la sua proposta di costruire una centrale nucleare in provincia di Grosseto, soprattutto a causa delle ripercussioni che avrebbe avuto sull'industria turistica, la prima della provincia.
Analogo scalpore lo creò quando, da sindaco, propose la costruzione di un arco di proporzioni gigantesche come portale della città su cui sarebbe stata apposta la frase "l'aria della città rende liberi": la sinistra somiglianza con Arbeit macht frei ("il lavoro rende liberi" riportata sul portale del campo di concentramento di Auschwitz) e le proteste che ne seguirono portarono rapidamente all'archiviazione del progetto.